# Zeman (Berg)
Der Zeman ist ein osttimoresischer Berg im Suco Gildapil (Verwaltungsamt Lolotoe, Gemeinde Bobonaro). Sein Gipfel befindet sich im Nordosten der Aldeia Gildapil. Er hat eine Höhe von 1664 m. Nördlich liegen die Gipfel des Lacus (1733 m) und des Luhito (1691 m). Weiter südwestlich befindet sich der Taswa (1301 m).